# お二人Summer
「お二人Summer⏎」（おふたりサマー）は、2010年7月21日に発売されたケツメイシのメジャー19作目・通算22枚目のシングル。 　　　　　  　

## 概要
前作「仲間」から2か月ぶりのシングル。MVでは「出会いのかけら」以来となる、メンバーの歌唱シーンが撮影された。

## 収録曲
作詞：ケツメイシ
1. お二人Summer⏎
  - 作曲・編曲：ケツメイシ・NAOKI-T
2. 君・僕・星
  - 作曲・編曲：ケツメイシ・YANAGIMAN
3. リゾラバ
  - 作曲・編曲：ケツメイシ・NAOKI-T
4. 祭り
  - 作曲・編曲：ケツメイシ・YANAGIMAN